# Don Stroud
Donald Lee „Don” Stroud (ur. 1 września 1943 w Honolulu) – amerykański aktor i surfer, szczególnie znany jako Elmer w dramacie kryminalnym Burta Kennedy’ego The Killer Inside Me (1976) wg powieści Jima Thompsona, a także z roli kapitana Pata Chambersa w serialu Mike Hammer (1984-87) ze Stacy Keachem.

## Życiorys

### Wczesne lata
Urodził się w Honolulu na Hawajach jako syn komedianta wodewilowego Clarence’a Strouda (Stroud Twins) i piosenkarki Ann Livermore (z domu McCormack), która odbywała światowe tournée z Frankiem Sinatrą. Wychowywał się ze starszym bratem Duke’em Summerem (ur. 1938), który pojawił się też w filmie akcji Top Gun (1986). Jego matka i ojczym Paul A. Livermore (1923–2002) byli właścicielami i operatorem popularnego Embers Steak House i klubu nocnego.
Ukończył Kaimuki High School. W 1960, w wieku 17 lat, zajął czwarte miejsce w mistrzostw świata w surfingu Duke Kahanamoku World Surfing Championship w Mākaha. Zdobył również czarny pas w Kajukenbo.

### Kariera
Był zapalonym nastoletnim surferem, który został zwerbowany jako podwójny kaskader i dubler Troya Donahue do serialu ABC Hawajskie oko (Hawaiian Eye, 1959) i od razu zakochał się w branży filmowej. Po przyjeździe do Los Angeles otrzymywał różnorodne oferty pracy, w tym parkowania samochodów, ochroniarza i ówczesnego kierownika nocnego klubu „Whisky a Go-Go” na Sunset Strip, gdzie pojawiały się takie znakomitości jak Janis Joplin, Jimi Hendrix, Jim Morrison z The Doors czy aktor Sidney Poitier.
Dwukrotnie spotkał się na planie filmowym z Clintem Eastwoodem – Blef Coogana (Coogan's Bluff, 1968) Dona Siegela jako James Ringerman i Joe Kidd (1972) Johna Sturgesa w roli Lamarra. Wystąpił także w siedmiu odcinkach serialu CBS Hawaii Five-O (Hawaii Five-O) i seryjnym westernie NBC The Road West z Barrym Sullivanem. W biograficznym filmie wojennym Rogera Cormana Czerwony baron (Von Richthofen and Brown, 1971) u boku Johna Phillipa Law (jako Manfred von Richthofen) wcielił się w postać kapitana Royal Air Force Arthura Roya Browna. W listopadzie 1973 roku pojawił się nago w magazynie „Playgirl”. Był policjantem w thrillerze psychologicznym Martina Scorsese Taksówkarz (Taxi Driver, 1976).
W trakcie swojej kariery filmowej wystąpił w musicalu The Buddy Holly Story (Opowieść o Buddym Hollym, 1978), zagrał czarny charakter jako pułkownik Heller w cyklu o Jamesie Bondzie Licencja na zabijanie (Licence to Kill, 1989) Johna Glena z udziałem Timothy’ego Daltona, a także w filmie Quentina Tarantino Django (Django Unchained, 2012) jako szeryf Bill Sharp. Pojawiał się też gościnnie w wielu serialach, m.in.: Ulice San Francisco (1974), Aniołki Charliego (1980), Nieustraszony (1982), Drużyna A (1983), MacGyver (1985, 1991), Zagubiony w czasie (1991) czy Słoneczny patrol (1992).

## Życie prywatne
18 lutego 1973 ożenił się z Sally Ann Stroud, z którą się rozwiódł w roku 1979. 11 września 1982 poślubił Lindę Hayes, ale w roku 1992 doszło do rozwodu. 27 lipca 1994 po raz trzeci ożenił się z Teri Sullivan.

## Filmografia

### Filmy fabularne
| Rok  | Tytuł                                                                          | Rola                 | Reżyser                         |
| ---- | ------------------------------------------------------------------------------ | -------------------- | ------------------------------- |
| 1967 | Gry (Games)                                                                    | Norman Fields        | Curtis Harrington               |
| 1967 | The Ballad of Josie                                                            | Bratsch Sheepherder  | Andrew V. McLaglen              |
| 1968 | Madigan                                                                        | Hughie               | Don Siegel                      |
| 1968 | Explosion                                                                      | Richie Kovacs        | Jules Bricken                   |
| 1968 | Journey to Shiloh                                                              | Todo McLean          | William Hale                    |
| 1968 | Blef Coogana (Coogan's Bluff)                                                  | James Ringerman      | Don Siegel                      |
| 1968 | Kapelusz pełen deszczu (A Hatful of Rain, TV)                                  | Matka                | John Llewellyn Moxey            |
| 1968 | Co w tym złego dobre samopoczucie? (What's So Bad About Feeling Good?)         | Barney               | George Seaton                   |
| 1970 | ...tick...tick...tick...                                                       | Bengy Springer       | Ralph Nelson                    |
| 1970 | Krwawa mamuśka (Bloody Mama)                                                   | Herman Baker         | Roger Corman                    |
| 1970 | Wolny jeździec (Angel Unchained)                                               | Angel                | Lee Madden                      |
| 1971 | Czerwony baron (Von Richthofen and Brown)                                      | Roy Brown            | Roger Corman                    |
| 1972 | Joe Kidd                                                                       | Lamarr               | John Sturges                    |
| 1973 | Slaughter's Big Rip-Off                                                        | Kirk                 | Gordon Douglas                  |
| 1973 | Scalawag                                                                       | Velvet               | Kirk Douglas                    |
| 1974 | Winda (The Elevator, ABC)                                                      | Pete Howarth         | Jerry Jameson                   |
| 1975 | Żyj krótko, a dobrze (Live A Little, Steal A Lot)                              | Jack Murphy          | Marvin J. Chomsky               |
| 1976 | Śmiertelny weekend (Death Weekend)                                             | Lep                  | William Fruet                   |
| 1976 | Taksówkarz (Taxi Driver)                                                       | policjant            | Martin Scorsese                 |
| 1976 | The Killer Inside Me                                                           | Elmer                | Burt Kennedy                    |
| 1976 | Hollywood Man                                                                  | Barney               | Jack Starrett                   |
| 1977 | Sudden Death                                                                   | Dominic Aldo         | Eddie Romero                    |
| 1977 | The Choirboys                                                                  | Sam Lyles            | Robert Aldrich                  |
| 1978 | The Buddy Holly Story (Opowieść o Buddym Hollym)                               | Jesse Charles        | Steve Rash                      |
| 1978 | Katie: Portrait of a Centerfold (TV)                                           | Sullie Toulours      | Robert Greenwald                |
| 1979 | Search and Destroy                                                             | Buddy Grant          | William Fruet                   |
| 1979 | The Amityville Horror                                                          | ks. Bolen            | Stuart Rosenberg                |
| 1981 | Noc, kiedy w Georgie zgasły światła (The Night the Lights Went Out in Georgia) | Seth Ames            | Ronald F. Maxwell               |
| 1983 | Sweet Sixteen                                                                  | Billy Franklin       | Jim Sotos                       |
| 1983 | Zabij mnie, zabij siebie (Murder Me, Murder You, TV)                           | kapitan Pat Chambers | Gary Nelson                     |
| 1986 | Komandosi Hollywood (The Return of Mickey Spillane's Mike Hammer, TV)          | kapitan Pat Chambers | Ray Danton                      |
| 1986 | Uzbrojeni i niebezpieczni (Armed and Dangerous)                                | sierżant Rizzo       | Mark L. Lester                  |
| 1988 | Dwoje do tanga (Two to Tango)                                                  | James Conrad         | Héctor Olivera                  |
| 1989 | Licencja na zabijanie (Licence to Kill)                                        | Pułkownik Heller     | John Glen                       |
| 1989 | Śmierć przed kamerą (Mike Hammer: Murder Takes All, TV)                        | kapitan Pat Chambers | John Nicolella                  |
| 1989 | Czarny las (Hyper Space )                                                      | Ryan Drezak          | David Huey                      |
| 1990 | W kanale (Down the Drain)                                                      | Dick Rogers          | Robert C. Hughes                |
| 1990 | Kartel (Cartel)                                                                | Tony King            | John Stewart                    |
| 1990 | Przekręcona sprawiedliwość (Twisted Justice)                                   | Luther Pontelli      | David Heavener                  |
| 1990 | Szef mafii (Mob Boss)                                                          | Legrand              | Fred Olen Ray                   |
| 1990 | Król kickboxerów (The King of the Kickboxers)                                  | Anderson             | Lucas Lowe                      |
| 1991 | Brygada siedmiu mieczy (The Roller Blade Seven)                                | pustynny bandyta     | Donald G. Jackson               |
| 1991 | Główny cel (Prime Target)                                                      | Manny                | David Heavener, Phillip J. Roth |
| 1992 | Legenda brygady siedmiu mieczy (The Legend of the Roller Blade Seven)          | Kabuki Devil         | Donald G. Jackson               |
| 1993 | Return to Frogtown                                                             | Brandy Stone         | Donald G. Jackson               |
| 1993 | Sprzedawca śmierci (Needful Things)                                            | Leland Gaunt         | Fraser C. Heston                |
| 1995 | Carnosaur 2                                                                    | Ben Kahane           | Louis Morneau                   |
| 1995 | Obcy między nami (The Alien Within, TV)                                        | Louis                | Scott P. Levy                   |
| 1995 | Dillinger i Capone (Dillinger and Capone)                                      | George               | Jon Purdy                       |
| 1995 | Skalpel (Sawbones, TV)                                                         | kapitan Mowbray      | Catherine Cyran                 |
| 1995 | Dzikie serca (Criminal Hearts)                                                 | Thackler             | Dave Payne                      |
| 1995 | Następcy parszywej dwunastki (Soldier Boyz)                                    | Gaton                | Louis Mourneau                  |
| 1996 | Gwiezdne złoto: Kosmiczny szlak (Precious Find)                                | Loo Seki             | Philippe Mora                   |
| 1997 | Przeklęty okręt (The Haunted Sea)                                              | kucharz Foster       | Dan Golden, Daniel Patrick      |
| 1997 | Dzika Ameryka (Wild America)                                                   | Stango               | William Dear                    |
| 1997 | Perdita Durango                                                                | Santos               | Álex de la Iglesia              |
| 1997 | Dziecko Wielkiej Stopy (Little Bigfoot)                                        | McKenzie             | Art Camacho                     |
| 1998 | Faceci w bieli (Men In White, TV)                                              | Stary Bob            | Scott P. Levy                   |
| 1998 | Detonator                                                                      | woźnica O’Leary      | Garrett Clancy                  |
| 1998 | The Company Man                                                                | Muł                  | Art Camacho                     |
| 2012 | Django (Django Unchained)                                                      | szeryf Bill Sharp    | Quentin Tarantino               |

### Seriale TV
- 1967: Ironside jako Bains
- 1968: Ironside jako Albee
- 1970: Marcus Welby, lekarz medycyny (Marcus Welby, M.D.) jako Dutch Radtke
- 1970: Hawaii Five-O jako Nick Pierson
- 1971: McMillan i jego żona (McMillan & Wife) jako Billy Benton
- 1971: Dan August jako Nick Rude
- 1972: Ironside jako Caine
- 1973: Gunsmoke jako Pete Murphy
- 1973: Hawaii Five-O jako Tally Green
- 1973: Ironside jako Travers
- 1973: Marcus Welby, lekarz medycyny (Marcus Welby, M.D.) jako Charlie Gates
- 1974: Sierżant Anderson jako Frank Asher
- 1974: Barnaby Jones jako Chuck Summers
- 1974: Ulice San Francisco jako Vale / Chet Barrow
- 1974: Kung Fu jako Neulin
- 1974: Gunsmoke jako Foss
- 1975: Rekruci (The Rookies) jako Grange
- 1975: Sierżant Anderson jako Vern Lightfoot
- 1976: Hawaii Five-O jako Nathan Purdy
- 1976: Sierżant Anderson jako Bobbo Olchin
- 1980: Fantastyczna wyspa (Fantasy Island) jako Orville Weems / Ross Hayden
- 1980: Aniołki Charliego jako Jimmy Joy
- 1981: CHiPs jako Richard 'Sonny' Matson
- 1981: Vega$ jako Marty Vale
- 1981: Hart to Hart jako Ciro
- 1981: Enos jako Joe
- 1981: The Incredible Hulk jako Nat
- 1981: The Fall Guy jako Randy Soames
- 1982: Knots Landing jako Rusty
- 1982: The Powers of Matthew Star jako Garn
- 1982: Simon & Simon jako Arnold
- 1982: Nieustraszony (Knight Rider) jako Hilly
- 1982: CHiPs jako Lou Poole
- 1982: Fantastyczna wyspa (Fantasy Island) jako Galloway
- 1983: Renegaci (The Renegades) jako Bob Ellison
- 1983: Drużyna A (The A-Team) jako Deke Watkins
- 1983: Matt Houston jako Cord Cody / Dirk Bronson
- 1983: The Fall Guy jako szeryf Clemens
- 1985: Napisała: Morderstwo jako Carey Drayson
- 1985: Drużyna A (The A-Team) jako Walter Tyler
- 1986: Hotel jako pan Rider
- 1984–1987: Mike Hammer jako kapitan Pat Chambers
- 1986: The New Gidget jako Kahuna
- 1987: Gliniarz i prokurator jako Bradford Long
- 1987: Prawo i Harry McGraw (The Law & Harry McGraw) jako Rudy
- 1989: MacGyver jako komandor Hilliard
- 1989: Paradise, znaczy raj jako Moses
- 1989–1991: Obława (Dragnet) jako kapitan Lussen
- 1991: Detektyw w sutannie jako Martin Brill
- 1991: Zagubiony w czasie (Quantum Leap) jako trener
- 1991: MacGyver jako Jerry Kluge
- 1992: Słoneczny patrol (Baywatch) jako Louis Zane
- 1993: Doktor Quinn (Dr. Quinn, Medicine Woman) jako Tate Rankin
- 1993: Gorączka nocy (In the Heat of the Night) jako Ron Griff
- 1993: Przygody Brisco County Juniora jako Randy Hatchett
- 1993: Renegat (Renegade) jako Kattrain
- 1993: Napisała: Morderstwo jako Phil Shannon
- 1994: Babilon 5 (Babylon 5) jako Caliban
- 1995: Strażnik Teksasu (Walker, Texas Ranger) jako Ray Tilden
- 1996: Babilon 5 (Babylon 5) jako Boggs
- 1997: Nash Bridges jako Gordon Shaw
- 1997: Gorączka w mieście (L.A. Heat) jako szef ochrony Kuppler
- 1998: Baza Pensacola (Pensacola: Wings of Gold) jako Robert Griffin Sr.
- 2011: Hawaii Five-0 jako Ed